# 카라콜쌀쥐
카라콜쌀쥐(Nephelomys caracolus)는 비단털쥐과 톰스쌀쥐속에 속하는 설치류이다. 베네수엘라 북중부의 아라과 주 코르디에라 데 라 코스타 센트랄 산맥과 미란다 주, 수도 지구의 운무림 해발 1000~2500m에서 발견된다. 야행성, 육상성 동물로 다양한 먹이를 먹는다. 톰스쌀쥐속 대다수 종은 후측부 구개골 구멍과 세 번째 어금니 부근의 구개열 천공이 눈에 띄고 구멍 속으로 사라지지만 카라콜쌀쥐와 에콰도르 종 님보수스쌀쥐에서 구멍은 더 작다.
1914년 올드필드 토마스(Oldfield Thomas)가 쌀쥐속(Oryzomys)의 일종(Oryzomys caracolus)으로 처음 기술했다. 1960년 이후 큰머리쌀쥐(Oryzomys capito, 현재 학명 Hylaeamys megacephalus)에 포함되었고, 이후 톰스쌀쥐(Oryzomys albigularis, 현재 학명 Nephelomys albigularis)로 분류되었다. 1990년대 핵형과 계측형질 정보에 기초한 톰스쌀쥐군(O. albigularis group)의 베네수엘라 개체군에 대한 연구에서 카라콜쌀쥐와 기존 톰스쌀쥐군 종들 사이의 차이가 발견되었다.